# Armando Pica
Armando Pica (Torre del Greco, 1904 – Cefalonia, 22 settembre 1943) è stato un militare e partigiano italiano, decorato di medaglia d'oro al valor militare alla memoria nel corso della seconda guerra mondiale.

## Biografia
Nacque a Torre del Greco, in provincia di Napoli, nel 1904, figlio di Ernesto e Elisa Bagnaro. Nel 1923 si arruolò volontario nella Legione allievi carabinieri di Roma e, conseguito il diploma di ragioniere, sei anni dopo entrò come allievo ufficiale nella Regia Accademia Militare di Modena, da cui uscì con il grado di sottotenente, assegnato all'arma di artiglieria, nel settembre 1931. Assegnato al 6º Reggimento artiglieria pesante campale, frequentò il corso presso la Scuola di applicazione d'arma, venendo promosso tenente nel corso del 1933. Tra il 1937 e il 1939 prestò servizio presso il 2º Reggimento artiglieria celere, passando poi al 3º Reggimento artiglieria di Corpo d'armata. Fu promosso capitano il 1 gennaio 1940; all'atto della mobilitazione generale in vista dell'entrata in guerra del Regno d'Italia, avvenuta il 10 giugno 1940, il reggimento fu trasformato in raggruppamento. Assunto il comando del VII Gruppo cannoni da 105/28, nel marzo 1941 partì per l'Albania per combattere nella campagna italiana di Grecia. Promosso maggiore nel gennaio 1943, all'atto della proclamazione dell'armistizio dell'8 settembre 1943 si trovava sull'isola di Cefalonia, inquadrato nella 33ª Divisione fanteria "Acqui". Difese la sua posizione dagli attacchi tedeschi sino a che, costretto alla resa, fu ucciso con una raffica di mitragliatrice. Con Decreto Presidenziale del 1º ottobre 1951 fu insignito della medaglia d'oro al valor militare alla memoria.
Nella caserma "Manfredini" di Cremona, sede del 3º Reggimento artiglieria di Corpo d'Armata, in occasione delle celebrazioni dell'80º anniversario di fondazione del reparto e nel 60° dell'eccidio di Cefalonia, è stata apposta una lapide che ricorda il valoroso ufficiale e il capitano Antonio Valgoi. Al maggiore Armando Pica sono state intitolate strade, oltre che nel suo paese natale, a Modena e a Genova.